# 平四郎虫
平四郎虫（へいしろうむし）は、山梨県西八代郡六郷町（現・市川三郷町）に伝わる伝説。および、その伝説中に登場する虫。

## 伝説
その昔、葛籠沢（現・市川三郷町）のある村で、金持ちの家の土蔵の宝物が盗まれたという騒ぎが起きた。しかし土蔵には、壁に小さな穴があったものの、子供でも入れないような小ささであり、どうやって中に入ったのかは誰にもわからなかった。騒ぎを見物していた者たちの中で平四郎という男が「そんな穴に入るのはわけない」と言い、穴のふちにゴザをあてがって体をうまく滑らせ、中にもぐりこんで見せた。村人たちは驚き、平四郎は日が経つにつれて土蔵破りの犯人と噂されるようになり、ついに役人に捕らえられてしまった。
平四郎は必死に無実を訴えたものの、無実を証明することはできず、村人たちも嘆願することはなかった。無実の罪で罰せられることになった平四郎は、役人や村人たちに「必ず怨みを晴らしてやる」と言い残しつつ、首をはねられた。

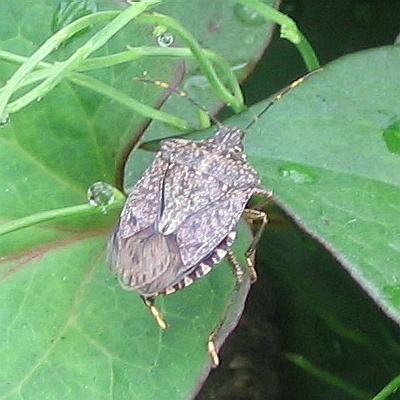
千葉県などではカメムシがオーガムシと呼ばれる。

その翌年から、村中に見たこともない虫が現れ、鼻がちぎれるほどの悪臭を放ち、畑という畑の作物を次々に黒く枯らしていった。さらに被害は近隣の村々にまで及んだ。人々は平四郎の呪いと恐れ、怨霊を鎮めるために小さな堂を建てて平四郎の霊を祀ると、ようやく怪虫の害は鎮まった。
以来、村人たちは、この怪虫を「平四郎虫」または「オオガ虫」と呼び、件の堂を「オオガ堂」と名づけ、毎年2月13日に平四郎祭りを行うようになったという。
別説では、平四郎はかつては村人たちと共に働いて暮らしていたが、両親に死なれてから人が変わり、働くのが嫌になっていつも山で遊びほうけるようになったため、彼が捕らえられた際、村人たちは遊んでばかりの彼に味方しようとしなかったとされる。
オオガ虫とはカメムシの地方名の一つであり、平四郎虫の伝説はカメムシによる害が死者の転生と見なされたものとする説もある。また、平四郎を祀ったオオガ堂は後に住宅地となったために現存せず、西八代郡市川三郷町葛籠沢の山際にある薬師堂の中に祠が一緒に祀られており、平四郎祭りも1月15日に別の神の祭りとともに行われるよう変更されている。